# 24E busz (Veszprém)
A veszprémi 24E jelzésű autóbusz Gyulafirátót, forduló és Veszprém autóbusz-állomás között közlekedett gyorsjáratként a munkanapi csúcsidőszakokban. A járatot a V-Busz Veszprémi Közlekedési Kft. üzemeltette.

## Története
A 2019-es szolgáltatóváltást követően, január 2-ától a V-Busz csak Gyulafirátóttól közlekedtette Veszprém autóbusz-állomásig, munkanapokon reggel, Kádárta érintése nélkül.
A 2019. december 15-i menetrend-módosítás értelmében 24E jelzést kapott, és újra mind a két irányban közlekedik, a reggeli és a délutáni csúcsidőben egyaránt.
2021. július 30-án megszűnt, útvonalát a Volánbusz helyközi járatai fedik le.

## Útvonala
| Veszprém autóbusz-állomás felé                                                                                | Gyulafirátót, forduló felé                                                                                    |
| --- | --- |
| Gyulafirátót, forduló vá. – Zirci utca – 82-es főút – Budapest út – Jutasi út – Veszprém autóbusz-állomás vá. | Veszprém autóbusz-állomás vá. – Jutasi út – Budapest út – 82-es főút – Zirci utca – Gyulafirátót, forduló vá. |

## Megállóhelyei
| 0  | Gyulafirátót, forduló végállomás     | 15 | 23, 25 Helyközi buszok                                                    |
| 1  | Gyulafirátót, felső                  | 14 | 23, 25 Helyközi buszok                                                    |
| 1  | Gyulafirátót, ABC                    | 14 | Helyközi buszok                                                           |
| 2  | Gyulafirátót, bejárati út            | 13 | Helyközi buszok                                                           |
| 4  | Kádárta, bejárati út                 | 10 | 23, 25 Helyközi buszok                                                    |
| 7  | Tesco áruház (82-es főút)            | 8  | 5, 13, 21, 23, 25 Helyközi buszok                                         |
| 11 | Viola utca                           | 4  | 6, 23, 25 Helyközi buszok                                                 |
| 12 | Rózsa utca                           | 2  | 5, 6, 23, 25                                                              |
| 15 | Veszprém autóbusz-állomás végállomás | 0  | 1, 2, 3, 4, 4A, 10, 12, 12A, 13, 22, 23 Helyközi buszok Távolsági járatok |